# Parti populaire - Dan Diaconescu
Le Parti populaire - Dan Diaconescu (en roumain : Partidul Poporului - Dan Diaconescu) est un parti politique roumain fondé en 2011 par le magnat des médias Dan Diaconescu et disparu en 2015.

## Histoire
Lors des élections européennes de 2014, le PPDD a remporté 3,67 % des suffrages exprimés et a donc échoué à emporter des élus, un minimum de 5 % étant nécessaire pour cela.
Il se fond dans l'Union nationale pour le progrès de la Roumanie le 29 juin 2015.

## Idéologie
L'idéologie de la PP-DD exprime un nationaliste et des points de vue plutôt socialistes. Le parti soutient les mesures progressistes, comme la hausse des salaires et pensions retraite, ainsi qu'une baisse de la TVA. Le parti soutient également la collectivisation de l'agriculture, la fondation d'un Tribunal du Peuple et la fondation d'entreprises publiques avec des dirigeants directement élus.
Le parti réclame une hausse des retraites et des aides sociales ainsi qu'une baisse de la TVA et des impôts. Il compte 8 sénateurs et 24 députés au parlement roumain.

## Affiliation européenne
Depuis mai 2012, le PP-DD a établi des liens avec le parti EUDemocrats.

## Résultats électoraux

### Élections présidentielles
| Année | Candidat       | 1er tour    | 2e tour |
| ----- | -------------- | ----------- | ------- |
| 2014  | Dan Diaconescu | 4,03 % (6e) |         |

### Élections parlementaires
| Année | Chambre des députés | Chambre des députés | Sénat   | Sénat    | Rang | Gouvernement |
| Année | Voix                | Mandats             | Voix    | Mandats  | Rang | Gouvernement |
| ----- | ------------------- | ------------------- | ------- | -------- | ---- | ------------ |
| 2012  | 13,98 %             | 47 / 405            | 14,63 % | 21 / 171 | 3e   | Opposition   |

### Élections européennes
| Année | Voix  | Mandats | Tête de liste  | Rang |
| ----- | ----- | ------- | -------------- | ---- |
| 2014  | 3,67% | 0 / 32  | Dan Diaconescu | 7e   |